# Cristoforo Memmolo
Bispo Cristoforo Memmolo, CR (1586 – 1646) foi um prelado católico romano que serviu como bispo de Ruvo (1621–1646).

## Biografia
Cristoforo Memmolo nasceu em 1586 em Benevento, Itália, e foi ordenado sacerdote na Congregação dos Clérigos Regulares da Divina Providência. No dia 29 de março de 1621, foi nomeado Bispo de Ruvo durante o papado de Paulo V. A 18 de abril de 1621, foi consagrado bispo por Giovanni Garzia Mellini, cardeal-sacerdote de Santi Quattro Coronati com Attilio Amalteo, arcebispo titular de Atenas, e Paolo De Curtis, bispo emérito de Isérnia, servindo como co-consagradores. Serviu como Bispo de Ruvo até à sua morte em maio de 1646.